# Founders Fund
Founders Fund es una empresa de capital de riesgo con base en San Francisco. Creada en 2005, la compañía gestionaba más de 3 billones de dólares de capital en 2016.
La firma invierte en todas las etapas y sectores, como son el aeroespacial, inteligencia artificial, computación avanzada, energía, salud e internet; con un portfolio que incluye compañías como Airbnb, Lyft, Spotify, Stripe y Oscar Health.
Founders Fund fue el primer inversor institucional en SpaceX y Palantir Technologies y uno de los primeros inversores de Facebook.
Los miembros de la firma, incluyendo Peter Thiel, Ken Howery y Brian Singerman, han sido fundadores, primeros empleados e inversores de compañías como PayPal, Google, Palantir Technologies y SpaceX.  

## Historia

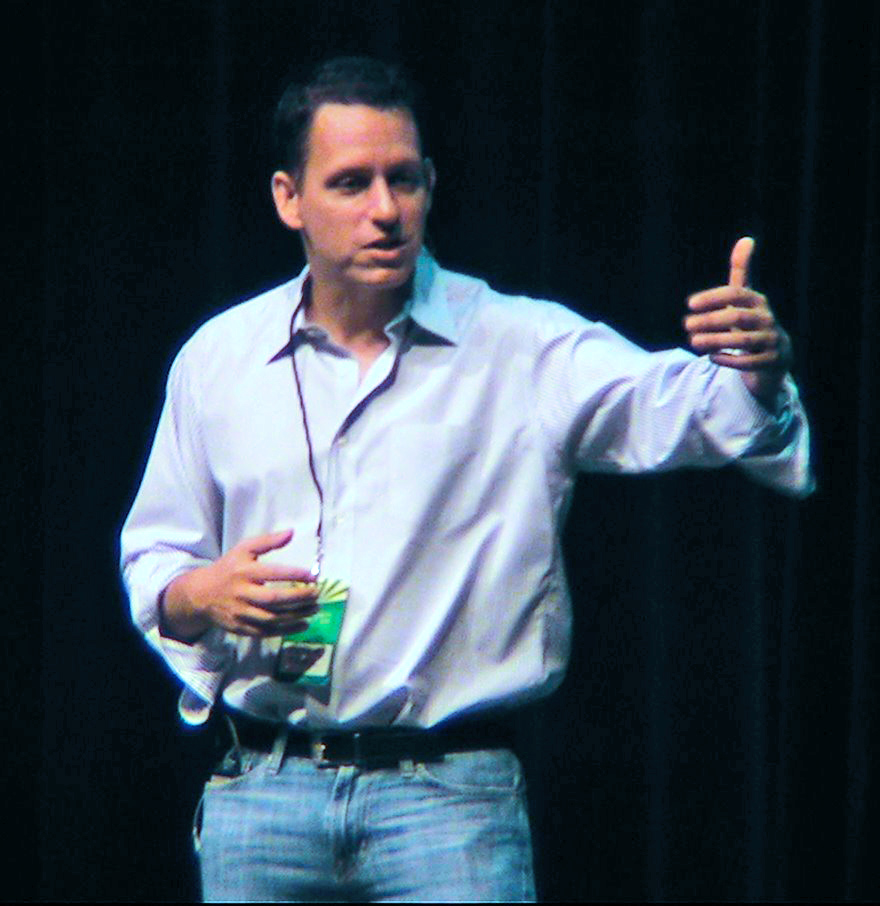
Peter Thiel

La firma fue organizada por Peter Thiel, Ken Hower y Luke Nosek a principios de 2005 y recaudó sus primeros 50 millones de dólares de emprendedores y angel investors en enero de ese mismo año para su primer fondo. Sean Parker, cofundador de Napster y expresidente de Facebook, entró en 2006.
En 2007, la firma recaudó otros 220 millones de dólares para un segundo fondo.
En 2010, la firma levantó 250 millones de dólares para su tercer fondo. Y un año más tarde, en 2011, el cuarto con 650 millones de dólares en capital.
En 2014, consiguieron 1 billón de dólares para su quinto fondo, haciendo que la firma administrara un capital por valor de más de 2 billones de dólares.
En 2016, Founders Fund levantó su sexto fondo con 1.3 billones de dólares, aumentando el total del capital administrado a 3 billones.

## Socios
A fecha de invierno de 2018, la empresa ha tenido ocho socios, incluyendo: 
- Peter Thiel, fundador y antiguo CEO y presidente de PayPal[8]
- Ken Howery, fundador y antiguo CFO de PayPal[8]
- Brian Singerman, creador de iGoogle[8]
- Cyan Banister

Entre los antiguos socios se encuentran:
- Kevin Hartz, cofundador de Eventbrite.[9]
- Sean Parker, cofundador de Napster y el primer presidente de Facebook.[10]
- Bruce Gibney, fundador y autor, se fue en diciembre de 2012.[11][12]

## Inversiones
A diferencia de muchas empresas de capital de riesgo de Silicon Valley, Founders Fund no se limita sólo a las compañías Web 2.0. Según su página web, invierten también en las siguientes áreas:
- Biotecnología y salud
- Internet de consumo y medios de comunicación
- Maquinaria avanzada e inteligencia artificial
- Aeroespacial y transporte
- Análisis y software
- Energía

Algunas de las inversiones de la empresa incluyen Facebook, SpaceX, Spotify, Palantir Tecnologies, Airbnb, Lyft, Yammer, Stripe, 140 Proof, Knewton, Practice Fusion, Quantcast, Nanotronics Imaging, ZocDoc, Planet Labs, Pathway Genomics, Vicarious Systems, Flexport, Transatomic Power, Altschool y Nubank.
El fondo por lo general hace entre 25 y 48 inversiones por año. Sus coinversores más frecuentes son Western Technology Investment, Tuesday Capital y Scott Banister.